# Block party (hip hop)
Il block party, che in italiano sarebbe la Festa dell'isolato, è una sorta di manifestazione hip hop che si svolge in strada.
I primi block party si svilupparono nel Bronx di New York ad opera di DJ Kool Herc che, con il suo stile musicale innovativo, composto da breaks, coinvolse numerosi teenager afroamericani della zona, dando origine alle dinamiche che avrebbero portato alla nascita del movimento hip hop.
Durante i block party, numerosi ragazzi svilupparono e praticarono nuove tipologie di ballo, completamente diverse da quelle esistenti, che portarono alla nascita della odierna break dance. Altri teenager invece intrattenevano il pubblico con battute e rime a suon di musica, poi ribattezzati "Master of Ceremonies" o, più comunemente, MC. Durante la prima metà degli anni settanta, i block party ebbero una grande diffusione in tutta la zona pervasa dalla cultura dell'hip hop; oggi, al contrario, rappresentano un fenomeno assai raro nel mondo dell'hip hop.